# Guerre des Réunions
 (signalé en mai 2025).
Si vous disposez d'ouvrages ou d'articles de référence ou si vous connaissez des sites web de qualité traitant du thème abordé ici, merci de compléter l'article en donnant les références utiles à sa vérifiabilité et en les liant à la section « Notes et références ».
- Archive Wikiwix
- Bing
- Cairn
- DuckDuckGo
- E. Universalis
- Gallica
- Google
- G. Books
- G. News
- G. Scholar
- Persée
- Qwant
- (zh) Baidu
- (ru) Yandex
- (wd) trouver des œuvres sur Wikidata

Guerres de Louis XIV
Batailles
- Strasbourg
- Courtrai
- Dixmude
- Luxembourg
- Gênes

La guerre des Réunions (1683-1684) est un court conflit entre la France de Louis XIV d'une part et l'Espagne et ses alliés d'autre part. Cette guerre est un épisode peu connu du règne de Louis XIV et s'inscrit dans la politique des Réunions au royaume de France d'enclaves et de dépendances territoriales dont les limites étaient encore mal définies par les traités internationaux. Dès 1670, Louis XIV demanda à des chambres de réunions d'étudier si la France avait reçu toutes les dépendances qui lui étaient dues. Ces chambres réclamèrent la réunion à la France d'un certain nombre de territoires supposés dépendre de ses possessions.
Cette guerre est une conséquence directe de la guerre de Dévolution et de la guerre de Hollande. Les traités qui mirent fin à ces guerres, tout comme le traité antérieur de Westphalie, avaient laissé à la France de nombreuses villes. La coutume voulait que le souverain qui prenait possession d'une ville, recevait également le territoire rural des alentours qui fournissait, entre autres, la subsistance à cette ville. Le cas le plus frappant est la situation de l'Alsace. Cette région était, au XVIIe siècle, une véritable mosaïque de territoires différents. En 1648, la France avait annexé le territoire appartenant précédemment aux Habsbourg d'Autriche : le Sundgau. C'est un territoire relativement peu étendu au sud de Mulhouse. Le traité de Nimègue n'a pas vraiment changé la donne territoriale mais Louis XIV entendait avoir la pleine souveraineté de la France pour ces territoires qui dépendaient encore du Saint-Empire romain germanique. Dès 1679, les chambres de réunion ont été chargées d'enquêter sur ces territoires. Les mêmes procédures ont été suivies à la frontière luxembourgeoise et avec les Pays-Bas espagnols.  
Les Espagnols, possédant les Pays-Bas méridionaux, s'opposent à cette menace croissante et adressent un ultimatum à Louis XIV en 1683. Mais l'Espagne demeure isolée. La République néerlandaise refuse de s'engager, à peine cinq ans après la fin du conflit précédent, sur fond de contentieux politique entre les négociants d'Amsterdam, favorables à la paix, et le stathouder Guillaume III d'Orange, favorable à la guerre. L'Autriche des Habsbourg est également dans l'impossibilité d'aider ses cousins de Madrid, puisqu'au même moment les Turcs ottomans assiègent Vienne.  
En novembre 1683, Louis XIV s'empare de Courtrai dans les Pays-Bas espagnols, et en juin 1684 de Luxembourg (continuation de la politique des Réunions). 
En mai 1684, la flotte française bombarde et incendie le port de Gênes en Italie, ville soutenant l'Espagne avec sa marine. Devant une telle détermination française, les Provinces-Unies, pourtant menacées par l'avancée de la France dans les Pays-Bas espagnols, rompent leur alliance avec l’Espagne des Habsbourg (29 juin 1684). L'empereur Léopold Ier, par la trêve de Ratisbonne du 15 août 1684, accepte les acquisitions de Louis XIV en Alsace et reconnait celles des Pays-Bas espagnols. L'Espagne, n'ayant pas d'autres choix et face à son isolement, fait de même le 20 août. Ces acquisitions sont conclues pour un délai de vingt ans. Ce qui signifie que les puissances, pour gagner du temps, et occupées par le péril ottoman, reconnaissent à la France son droit à occuper Luxembourg, Strasbourg, le nord de l'Alsace et la Sarre jusqu'en 1704. 
Ce succès est amplement célébré en France. Louis XIV n'aura de cesse de vouloir transformer cette trêve en véritable paix, pour que ces occupations soient reconnues comme des annexions définitives. Il faudra le traité de Ryswick pour que Louis XIV réalise en partie cet objectif, avec l'annexion définitive de toute l'Alsace et de la Sarre, mais en rétrocédant à l'Espagne le Luxembourg plus tôt que prévu.

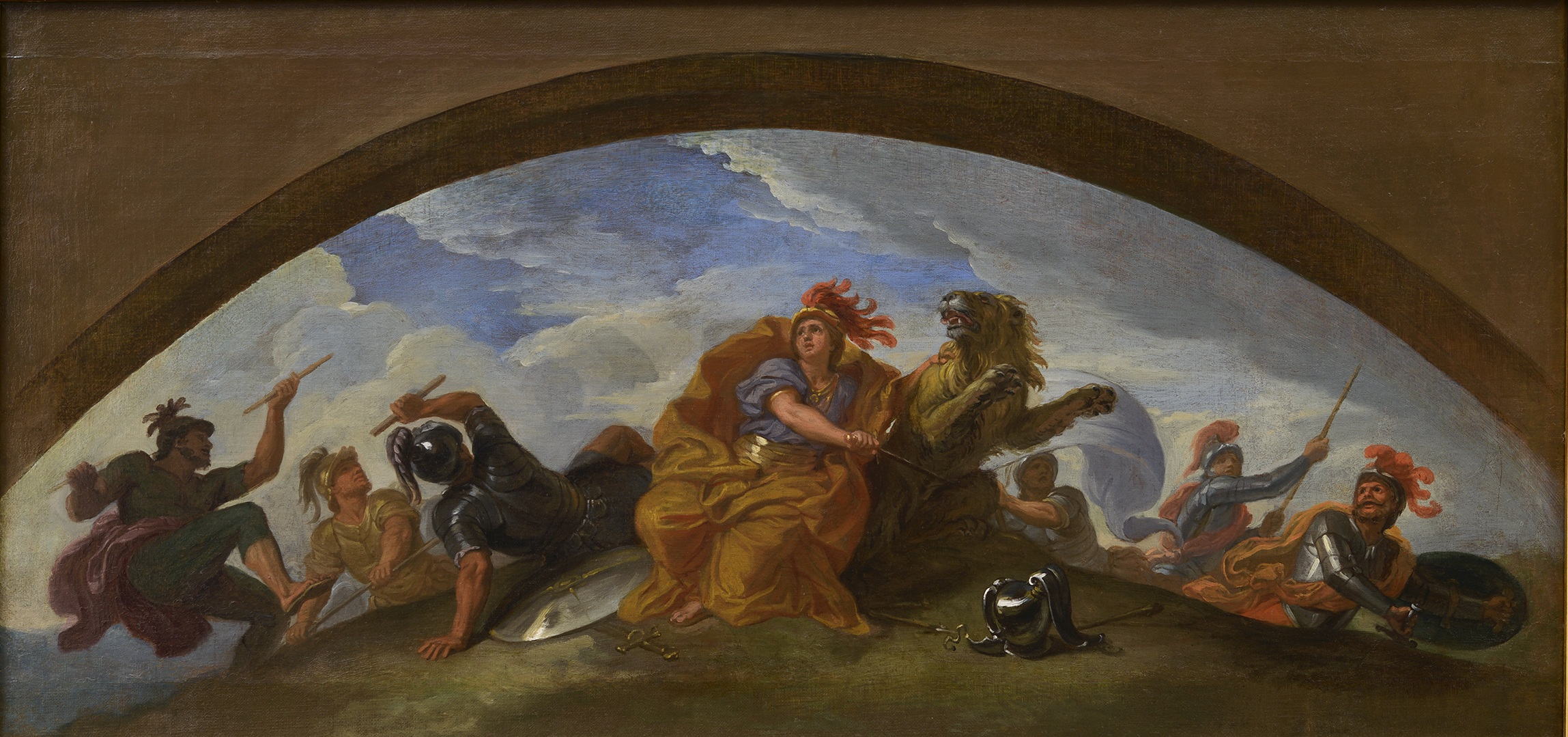
Charles Le Brun, L’Espagne défaite, vers 1684.